# Déo Bassinga
Déo Gracias Maurile Gloire Bassinga, né le 11 août 2005, est un footballeur international congolais qui joue au poste d'attaquant au  Dila Gori.

## Biographie

### Carrière en club
Né dans la capitale de la République du Congo à Brazzaville, Deogracias Maurille Gloire Bassinga est formé par les Diables Noirs, où il commence sa carrière professionnelle dans le championnat du Congo,,,,.
Le 5 septembre 2023, il signe pour le club Belge du Jong KAA Gent , il intègre l’équipe de moins de 19 ans.
Après avoir joué 19 matchs au Championnat de Belgique de football de troisième division avec l’équipe bis de la KAA La Gantoise. 
Il signe au club géorgien du FC Dila Gori. Qui joue actuellement en première division, il est titularisé le 3 août 2024.

### Équipes de jeunes
Déogracias Bassinga est international junior avec la République du Congo prenant part à la Coupe d'Afrique des nations des moins de 20 ans 2023
Il s'illustre en marquant quatre buts dans la compétition, dont un triplé en quart de finale contre la Tunisie. Il est élu homme du match malgré la défaite aux tirs au but. Il est le premier dans l'histoire de son équipe à marquer trois buts dans un même match. Il figure dans l'équipe type de la phase de groupe et du tournoi.

### Équipe senior
En aout 2022, Déogracias Bassinga est convoqué pour la première fois avec l'équipe senior du Congo. Il prend part à la CHAN 2022, qui a lieu en 2023,,,.
En mars 2023, Déogracias Bassinga est appelé par Paul Put pour les éliminatoires de la Coupe d'Afrique des nations,, prenant part aux matchs contre le Soudan du Sud et délivrera une passe décisive pour le but de la victoire 1-0 au match retour le 27 avril 2023.

## Distinctions personnelles
- Figure dans l'équipe type de la Coupe d'Afrique des nations des moins de 20 ans édition 2023

- Meilleur joueur et meilleur buteur du tournoi unifac U20 2022

- Élu 2 fois homme du match contre le soudan du sud en phase de poule  et contre la Tunisie en quarts de finale de la coupe d'Afrique des nations des moins de 20 ans édition 2023